# Xiaba, Yongtai
Xiaba (kinesiska: 霞拔) är en socken i sydöstra Kina. Den ligger i Yongtai härad i provinshuvudstaden Fuzhou i provinsen Fujian, omkring 64 kilometer väster om centrala Fuzhou. Antalet invånare är 9 578. Befolkningen består av 4 676 kvinnor och 4 902 män. Barn under 15 år utgör 20,0 %, vuxna 15-64 år 68 %, och äldre över 65 år 11,0 %.